# Премия Вольфганга Вейрауха
Премия Вольфганга Вейрауха (нем. Wolfgang-Weyrauch-Förderpreis) — поощрительная литературная награда в области немецкоязычной поэзии, которая вручается с 1979 года городом Дармштадтом. Премия названа в честь немецкого писателя Вольфганга Вейрауха (1904—1980), который жил и умер в Дармштадте. Каждый из двух лауреатов получит денежную премию в размере 4 тыс. евро (по состоянию на 2020 год). Премия Вольфганга Вейрауха присуждается каждые два года на конкурсе «Литературный Март» (нем. Literarischer März), где жюри также присуждает престижную главную премию Леонса и Лены.

## Лауреаты
- 1979[4] Анна Йонас
- 1981 Ренате Фуэсс и Тина Стоц-Штрохекер
- 1983 Вольф-Дитер Эйгнер, Клаус Хенсель, Барбара Мария Клоос и Райнер Рене Мюллер
- 1985 Хансйорг Шертенлейб и Сабина Техел
- 1987 Уильям Тоток и Майкл Уилденхейн
- 1989 Лиоба Хаппель, Дурс Грюнбайн и Райнер Щедлински
- 1991 Дирк фон Петерсдорф и Барбара Кёлер
- 1993 Дитер М. Граф и Людвиг Штайнхерр
- 1995 Ульрике Дреснер, Томас Грубер и Кристиан Ленерт
- 1997 Францобель и Андреас Альтманн
- 1999 Аня Ниодщевски, Николай Кобус и Хеннинг Аренс
- 2001 Мирко Бонне, Майк Липперт и Хендрик Рост
- 2003 Марион Пошманн и Нико Блейтге
- 2005 Карин Феллнер и Хендрик Джексон
- 2007 Нора Боссонг и Андреа Хойзер
- 2009 Джулиана Либерт и Юдит Цандер
- 2011 Андре Рудольф и Ян Фолькер Рёнерт
- 2013 Ульяна Вольф и Тобиас Рот
- 2015 Аня Кампманн и Озлем Озгюль Дюндар
- 2017 Кристоф Салай и Ян Скудларек
- 2019 Шарлотта Варсен и Александру Булуц